# 昂迪亚克
昂迪亚克（法語：Andillac，法語發音：[ɑ̃dijak]）是法国奧克西塔尼大區塔恩省的一个市镇，属于阿尔比区。

## 地理
昂迪亚克（43°59'56"N, 1°53'27"E）面积5.44 平方千米，位于法国奧克西塔尼大區塔恩省，该省份为法国南部内陆省份，北起顺时针与阿韦龙省、埃罗省、奥德省、上加龙省和塔恩-加龙省接壤。
与昂迪亚克接壤的市镇（或旧市镇、城区）包括：阿洛、韦尔河畔卡于扎克、维约。

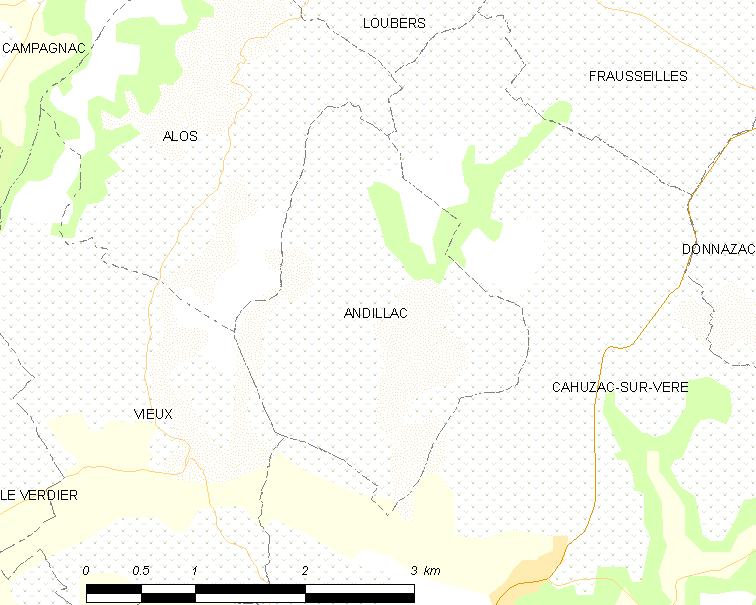
昂迪亚克的OSM定位图

昂迪亚克的时区为UTC+01:00、UTC+02:00（夏令时）。

## 行政
昂迪亚克的邮政编码为81140，INSEE市镇编码为81012。

## 政治
昂迪亚克所属的省级选区为葡萄园与城堡庄园县。

## 人口

1962-2008年间昂迪亚克人口变化图示

昂迪亚克于2022年1月1日时的人口数量为123人。